# 1944–1945-ös spanyol labdarúgó-bajnokság (másodosztály)
A Segunda División 1944-45-ös szezonja volt a bajnokság tizennegyedik kiírása. A bajnokságban 14 csapat vett részt, a győztes a CD Alcoyano lett. Rajta kívül még két csapat jutott fel az első osztályba.

## Végeredmény
| Jelmagyarázat: |
| Feljutott      |
| Rájátszás      |
| Osztályozó     |
| Kiesett        |

| #  | Klub                | M  | P  | Gy | D | V  | RG | KG | KG  |
| -- | ------------------- | -- | -- | -- | - | -- | -- | -- | --- |
| 1  | CD Alcoyano         | 26 | 34 | 13 | 8 | 5  | 56 | 34 | +22 |
| 2  | Hércules CF         | 26 | 33 | 15 | 3 | 8  | 54 | 38 | +16 |
| 3  | RC Celta de Vigo    | 26 | 32 | 14 | 4 | 8  | 65 | 40 | +25 |
| 4  | Real Sociedad       | 26 | 31 | 12 | 7 | 7  | 56 | 34 | +22 |
| 5  | Jerez CF            | 26 | 29 | 11 | 7 | 8  | 51 | 50 | +1  |
| 6  | Real Santander      | 26 | 26 | 11 | 4 | 11 | 69 | 57 | +12 |
| 7  | Zaragoza FC         | 26 | 26 | 12 | 2 | 12 | 50 | 53 | -3  |
| 8  | Real Betis Balompié | 26 | 26 | 11 | 4 | 11 | 44 | 46 | -2  |
| 9  | Club Ferrol         | 26 | 25 | 11 | 3 | 12 | 43 | 64 | -21 |
| 10 | SD Ceuta            | 26 | 23 | 10 | 3 | 13 | 38 | 49 | -11 |
| 11 | RCD Mallorca        | 26 | 22 | 9  | 4 | 13 | 44 | 55 | -11 |
| 12 | CD Constancia       | 26 | 22 | 9  | 4 | 13 | 42 | 53 | -11 |
| 13 | Cultural Leonesa    | 26 | 22 | 10 | 2 | 14 | 41 | 49 | -8  |
| 14 | Barakaldo AH        | 26 | 13 | 5  | 3 | 18 | 31 | 62 | -31 |

## Rájátszás
| 1. csapat | Eredmény | 2. csapat |
| --------- | -------- | --------- |
| Granada   | 1–4      | Celta     |

## Osztályozó
| 1. csapat  | Eredmény | 2. csapat |
| ---------- | -------- | --------- |
| Constancia | 2–3      | Córdoba   |